# Paspalidium constrictum
Paspalidium constrictum är en gräsart som först beskrevs av Karel Domin, och fick sitt nu gällande namn av Charles Edward Hubbard. Paspalidium constrictum ingår i släktet Paspalidium och familjen gräs. Inga underarter finns listade i Catalogue of Life.